# Relaciones Costa Rica-Cuba
Costa Rica y Cuba tienen relaciones diplomáticas por primera vez en 1907, cuando es nombrado Emilio Matheu Fernández cónsul de Costa Rica en Cuba. En 1911 se nombra a Francisco Porto y Castillo como agregado comercial cubano en San José. 

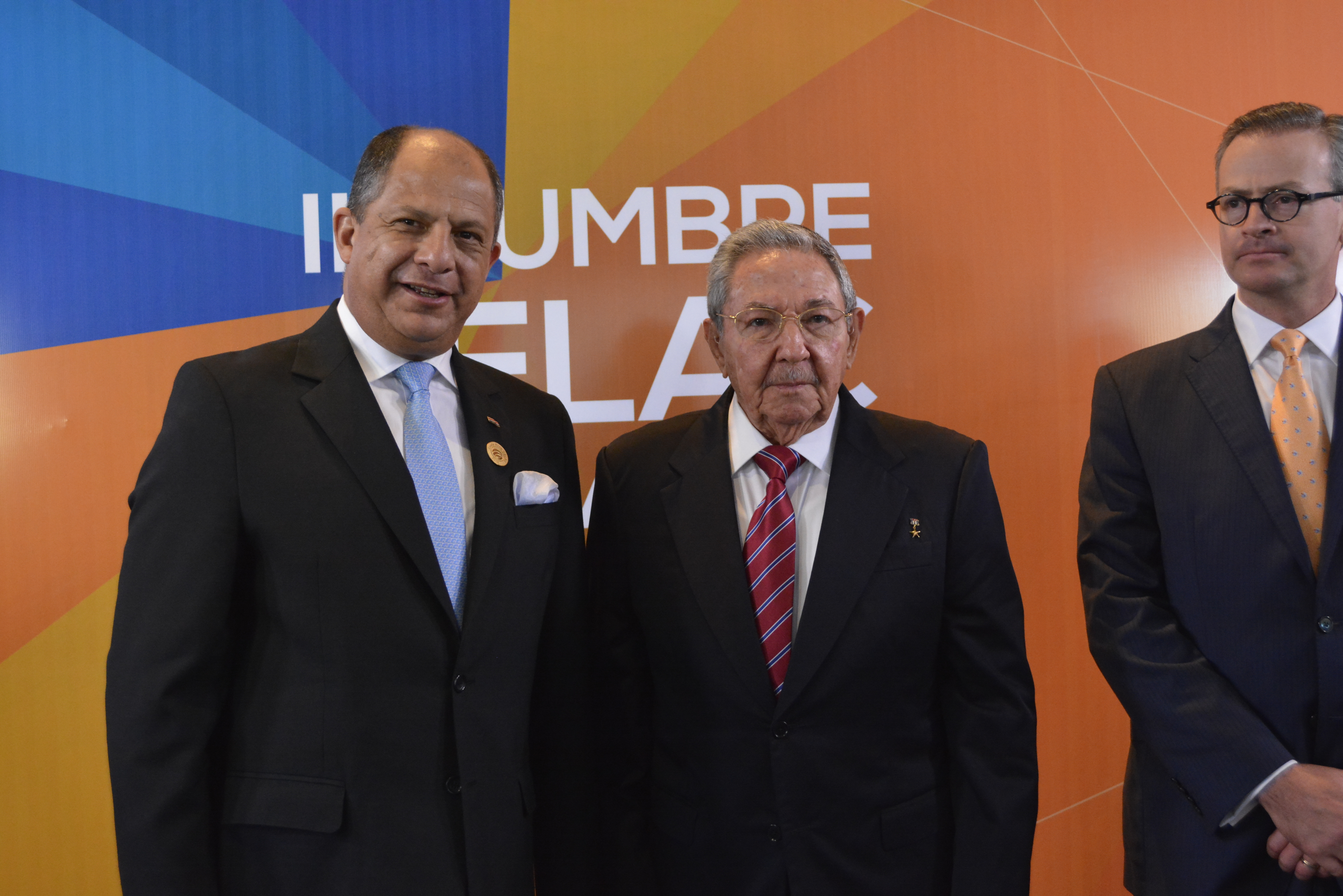
Luis Guillermo Solís y Raúl Castro en 2015

Durante la presidencia de José Figueres Ferrer Costa Rica suministra apoyo a los rebeldes cubanos liderados por Fidel Castro contra la dictadura de Fulgencio Batista como una política de combatir todas las dictaduras de Centroamérica y el Caribe. En el mismo año de 1959 D. José Figueres F., es invitado a La Habana pronunciando un discurso de tintes anticomunistas y pronunciando que Latinoamérica debe ponerse del lado de Estados Unidos en la "guerra fría" y en contra de "potencias lejanas" (aludiendo, claramente, a la U.R.S.S y China) por esa razón es abucheado y discrepado por el mismo Fidel Castro en su discurso, quien desde entonces va a llamarlo "Pepe cachucha. Empieza así una larga relación de amor y odio entre estos dos personajes. Costa Rica rompe relaciones con Cuba el 10 de septiembre de 1961 bajo la presidencia de Mario Echandi Jiménez por el carácter marxista-leninista de su régimen. Desde entonces Costa Rica y El Salvador serían los únicos países latinoamericanos sin relaciones plenas con Cuba, cosa que se anunció cambiaría tras la llegada de Mauricio Funes a la presidencia salvadoreña.
Se restauraron relaciones diplomáticas en el año 2003 durante la administración Abel Pacheco de la Espriella en que implementaron relaciones consulares rotas en 1961. Fue nombrado en la isla el cónsul José María Penabad, quien fue ascendido a embajador en 2009 durante el gobierno de Óscar Arias Sánchez.
Tres presidentes cubanos han visitado Costa Rica; Carlos Prío Socarrás en 1948, Fidel Castro en 1987 y Raúl Castro en 2015.